# أكرم زكي
أكرم زكي (بالإنجليزية: Akram Zaki)‏ هو سياسي باكستاني، ولد في 27 أكتوبر 1931 في باكستان، وتوفي في 30 نوفمبر 2017 في نفس البلد. حزبياً، نشط في الرابطة الإسلامية الباكستانية. وقد انتخب عضو مجلس الشيوخ الباكستاني.